# أرسلان باشا
أرسلان بن نوغاي باشا هو الوزير والوالي العثماني الذي تولى الحكم في بلاد الشام وفي ولاية بغداد في عهد الدولة العثمانية، وكان رجلا عادلا عاقلا، وله منجزات عظيمة وساهم في بناء الكثير من المساجد ومنها جامع أرسلان باشا في اللاذقية في سوريا.
وكانت فترة حكمه لولاية بغداد ستة أشهر، وأصابهُ مرض في بغداد وتوفي على أثره عام 1060هـ/1650م، وشيع بموكب كبير ودفن في مقبرة الخيزران بجوار مرقد الإمام أبي حنيفة النعمان تحت قبته.